# Anstituto de la Lhéngua Mirandesa
L’Anstituto de la Lhéngua Mirandesa è l'istituzione della rappresentazione, investigazione, promozione, normativizzazione e divulgazione della lingua mirandese, la varietà linguistica asturiano-leonese, parlata nella località portoghese di Miranda del Duero. Serve però qualche istituto che difenda questa lingua e che la promuova. La decisione di fondare l'istituto è una riunione celebrata nel settembre del 2000 in Miranda del Duero, dive si riunirono persone interessate a questa lingua. È una lingua minoritaria e a dir poco sconosciuta, malapena conosciuto dai portoghesi e dagli abitanti di Miranda del Duero.